# Sophie Sjöstedt
Sophie Sjöstedt, född 1788, död 14 januari 1809 i Stockholm, var en svensk textilkonstnär och brodör.
Sjöstedt var gift med sergeanten vid Upplands regemente Carl Strömberg. Hon medverkade några gånger i utställningar på Konstakademien i Stockholm bland annat visade hon 1808 upp en broderad tavla sydd på siden med motiv från Ekesjö herrgård och diverse motivbilder sydda i couleurer. 